# ماری گاردن
ماری گاردن (انگلیسی: Mary Garden; ۲۰ فوریهٔ ۱۸۷۴ – ۳ ژانویهٔ ۱۹۶۷) خواننده، خواننده اپرا، و بازیگر سینما اهل بریتانیا بود. از فیلم‌ها یا برنامه‌های تلویزیونی که وی در آن نقش داشته‌است می‌توان به تائیس اشاره کرد.

## نگارخانه

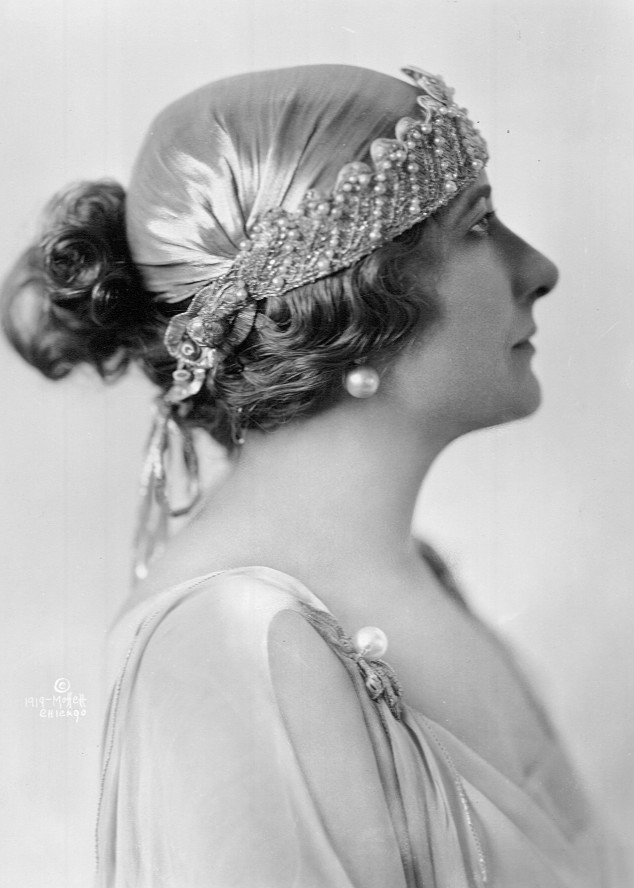
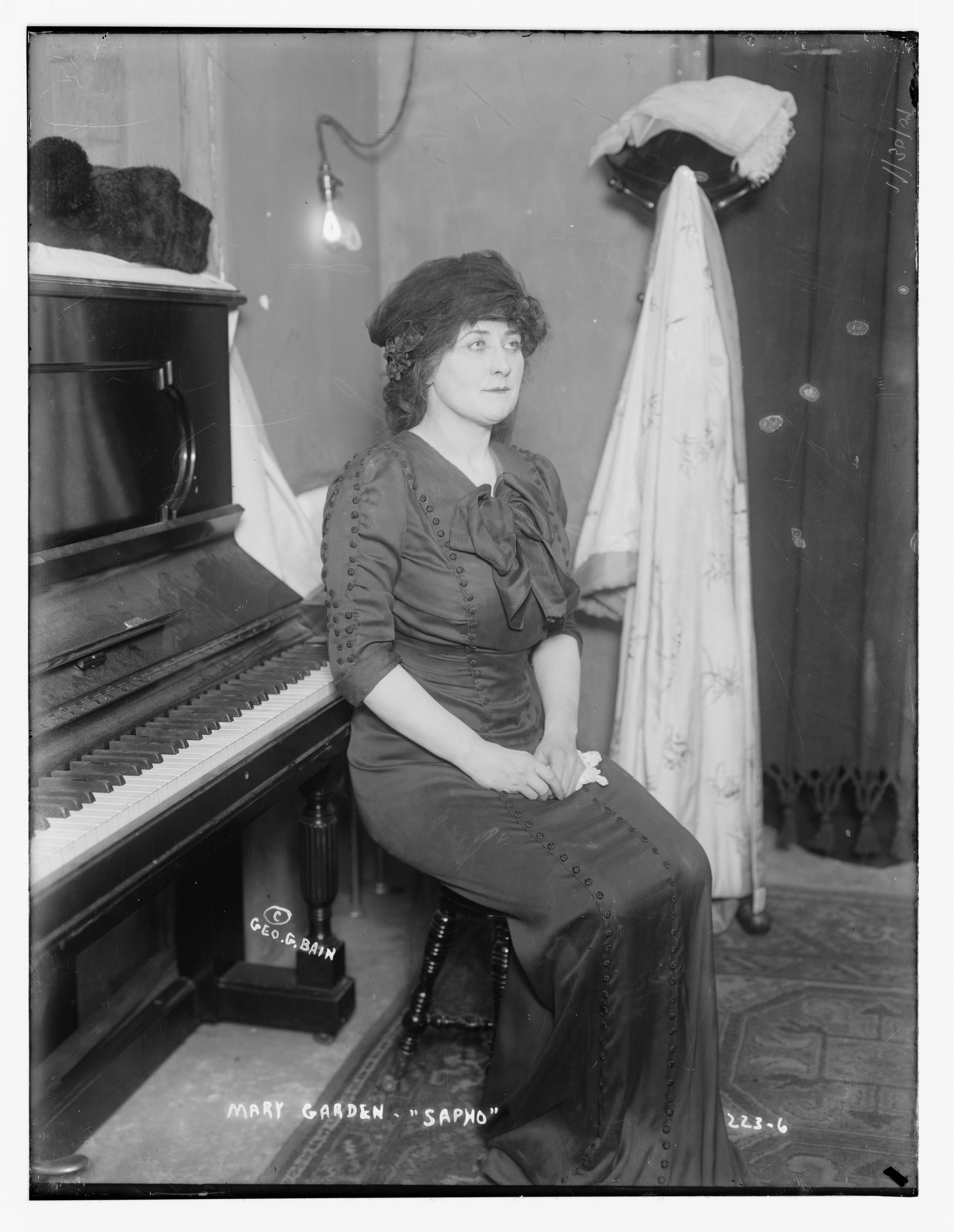
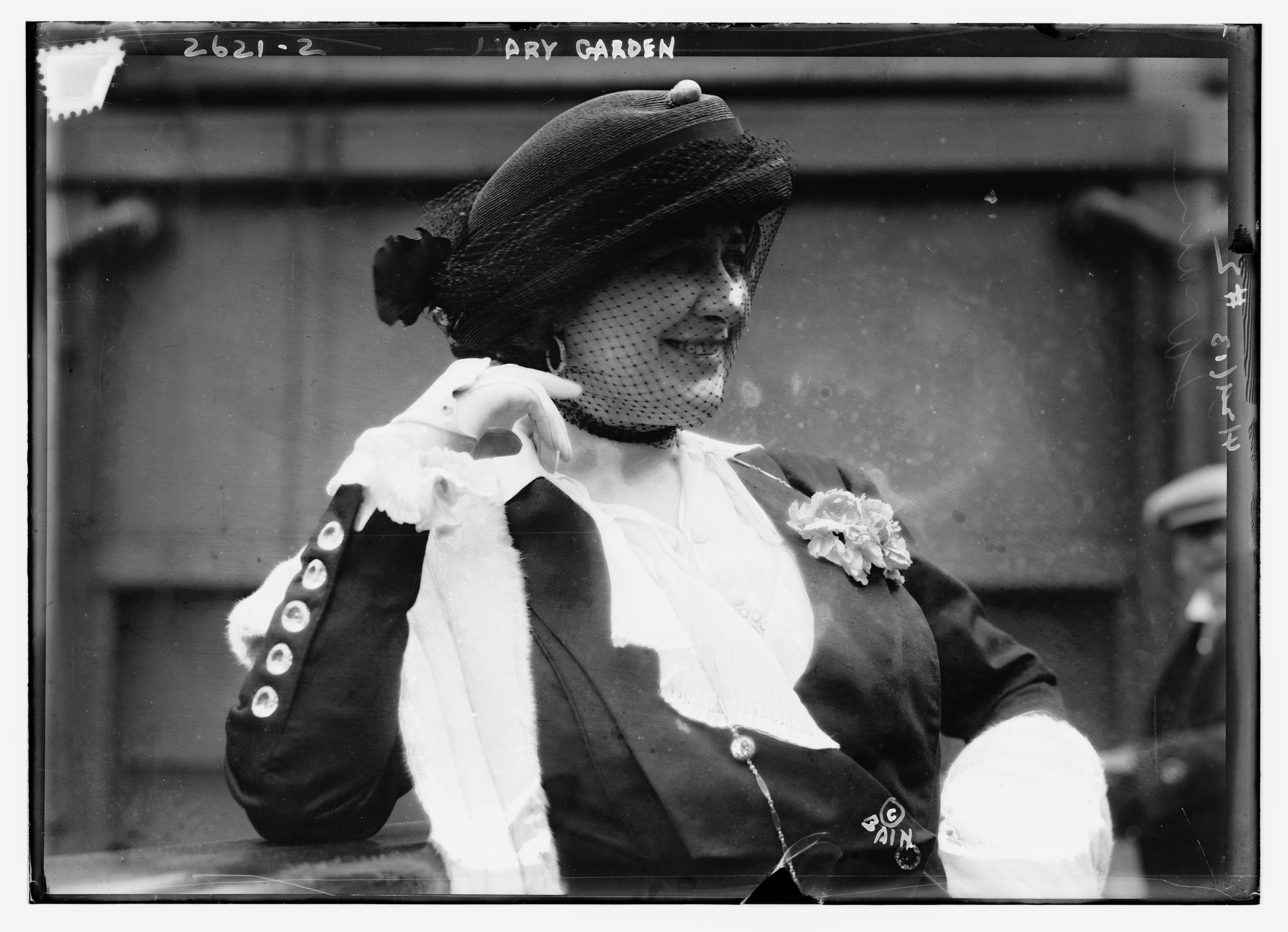
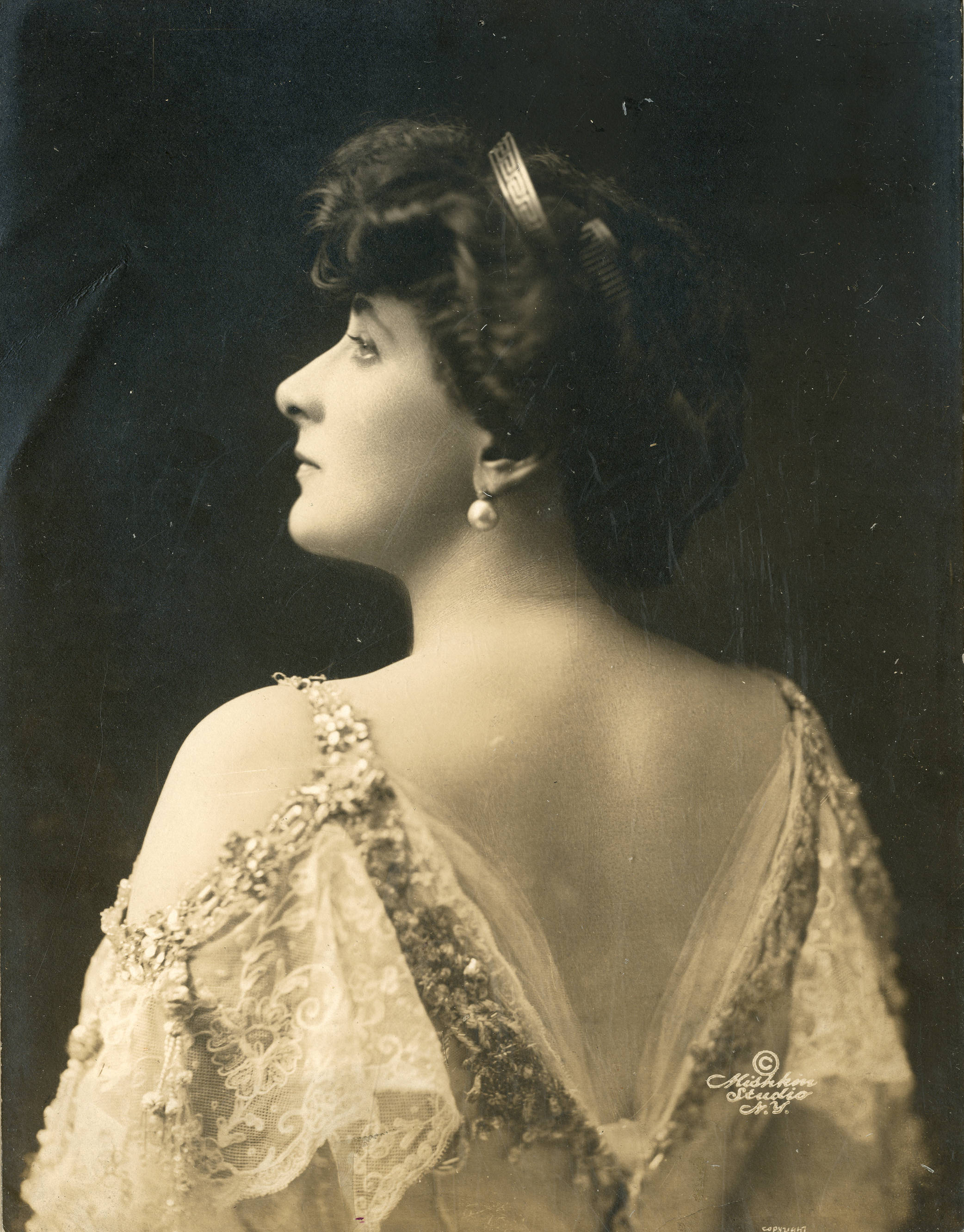
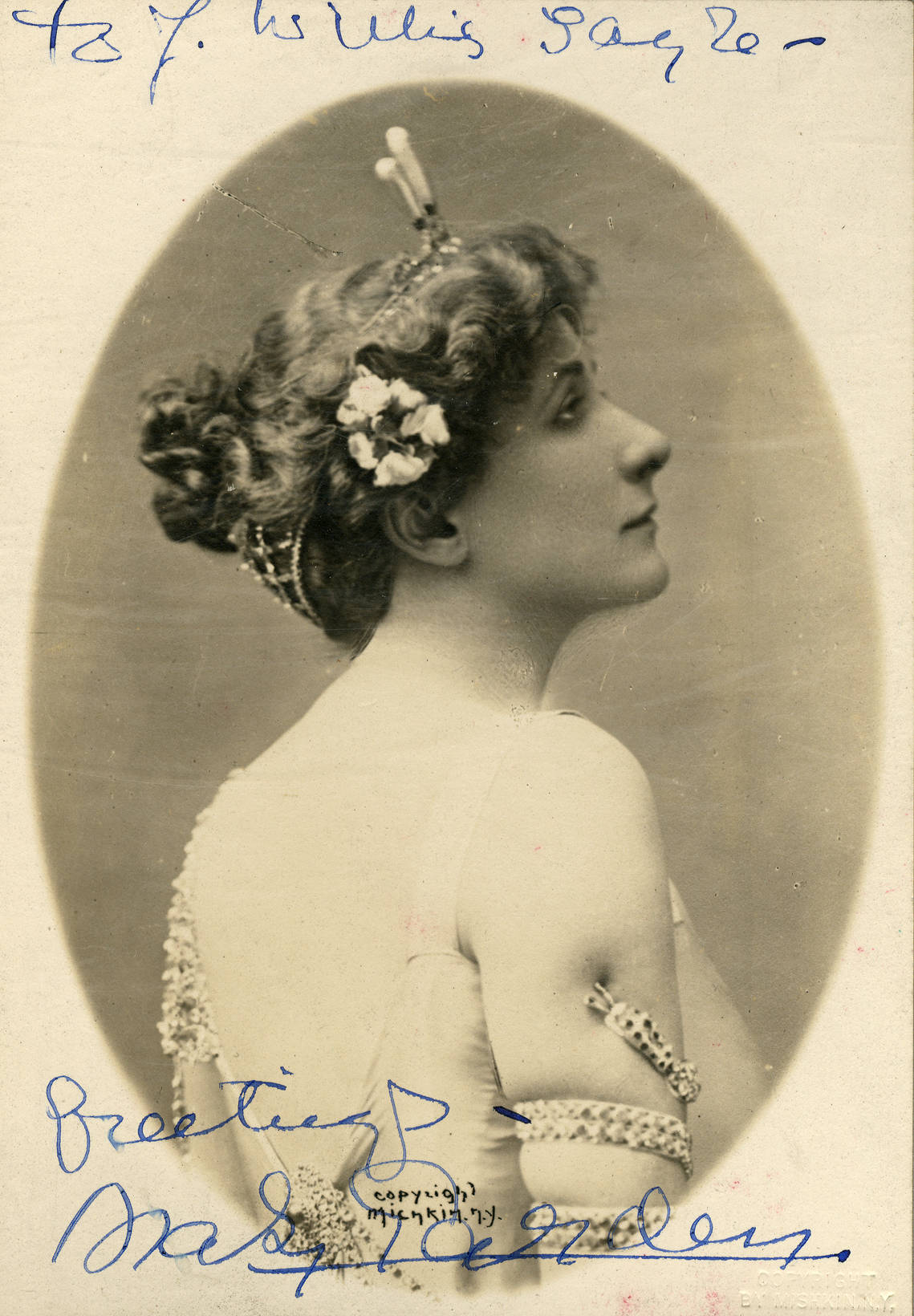
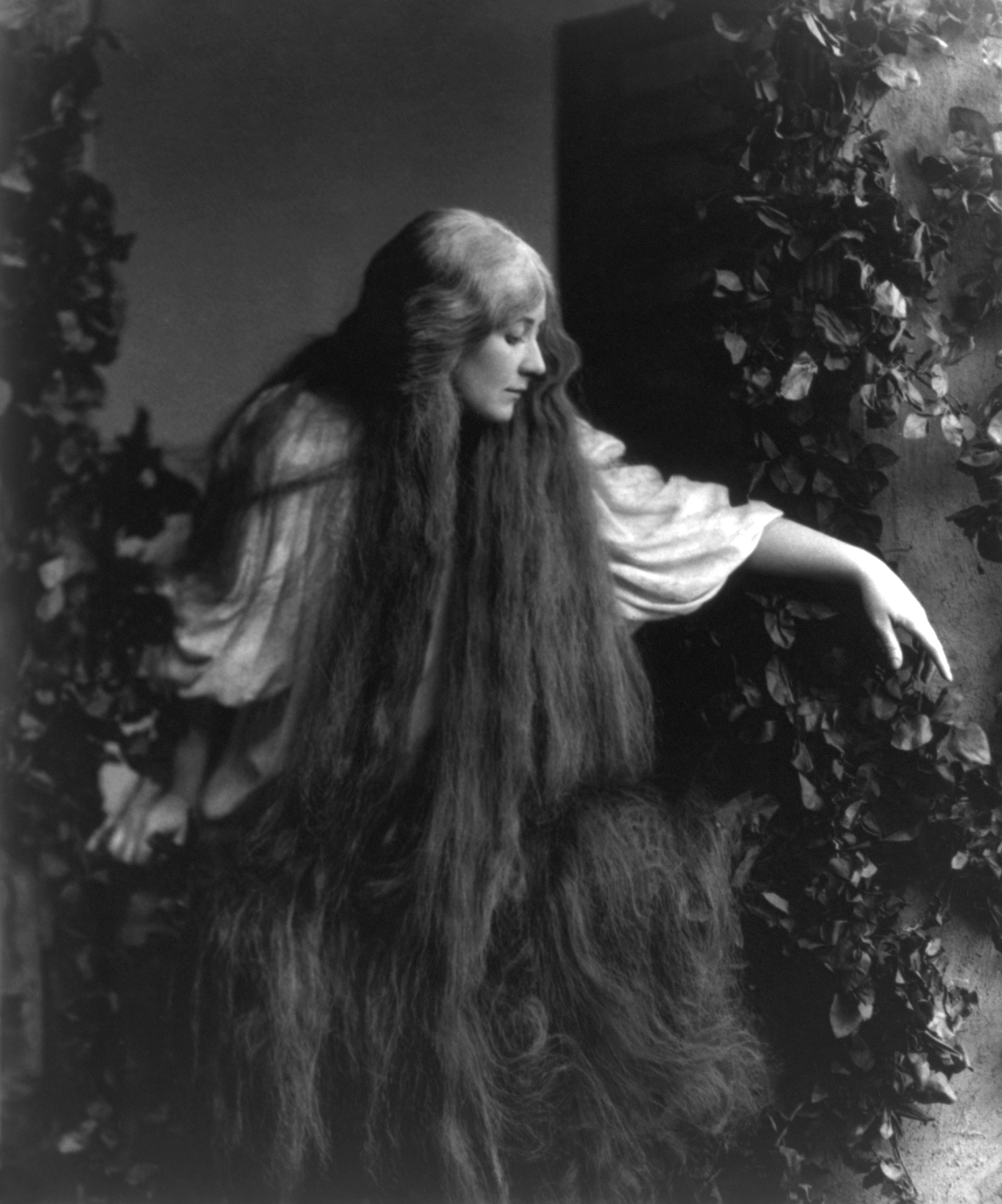
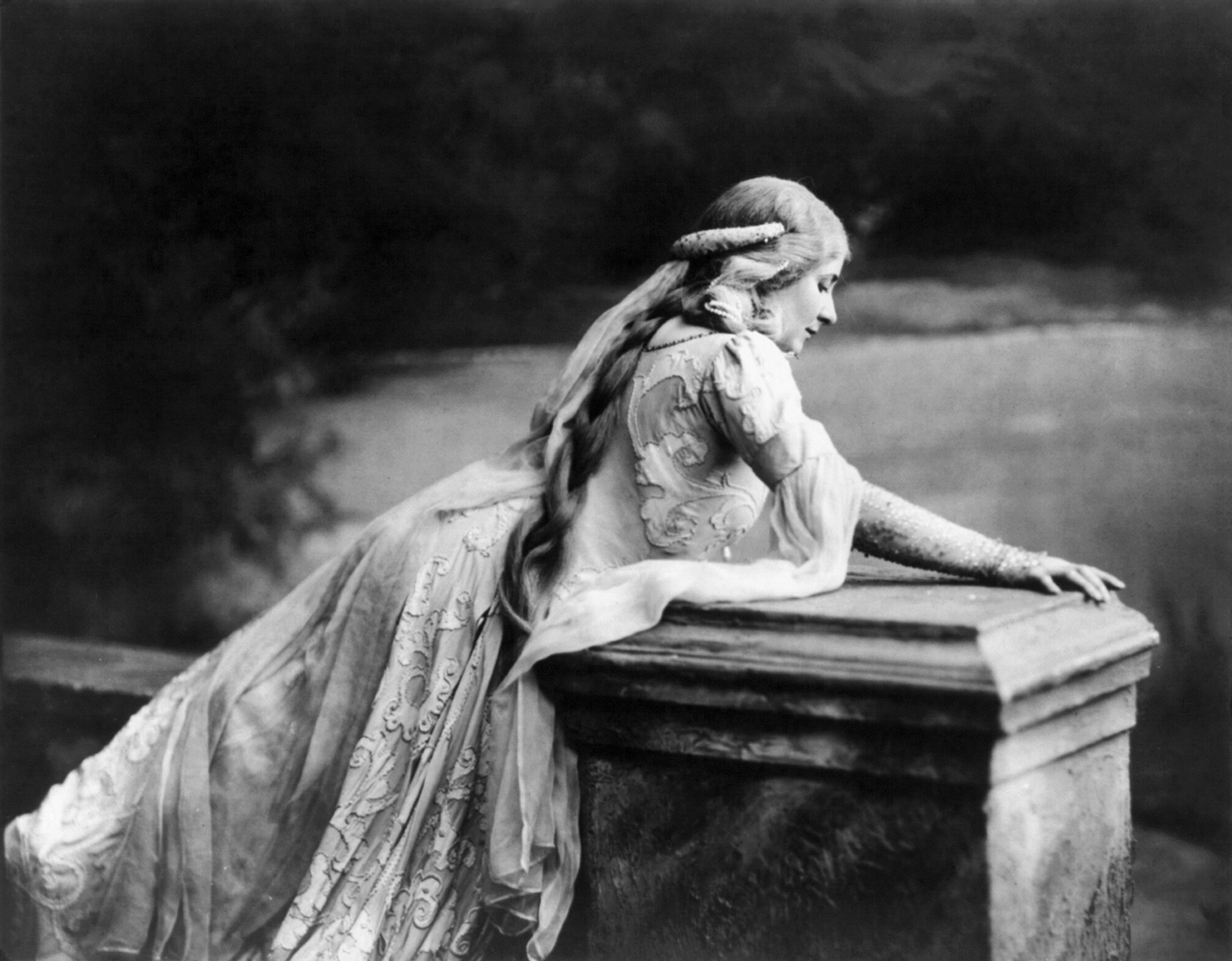
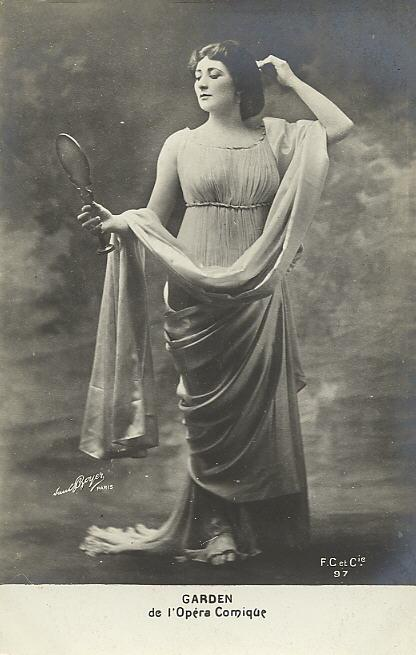
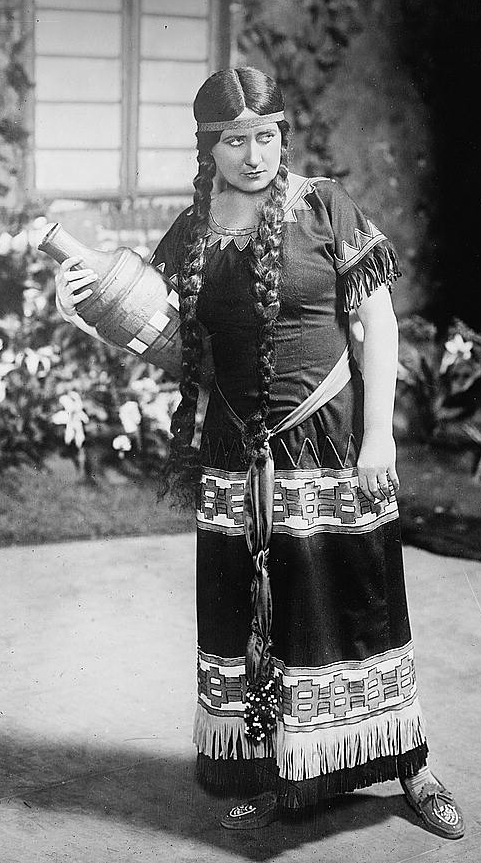
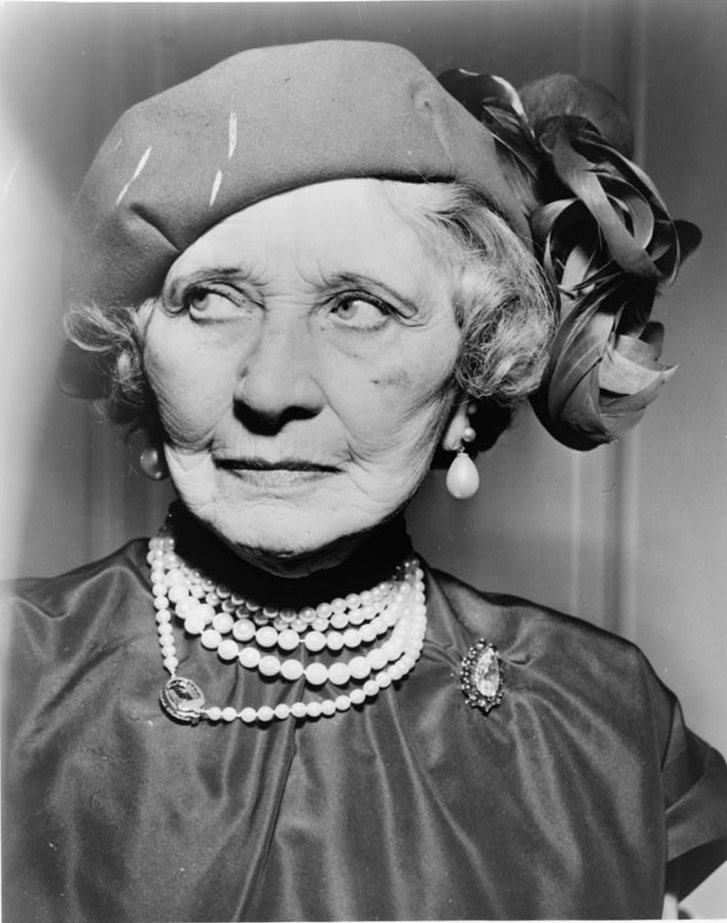